# Onufry Krynicki
Onufry Krynicki, ukr. Онуфрій Криницький (ur. 12 czerwca 1791 w Krzywej, zm. 8 kwietnia 1867 w Żółtańcach) – ksiądz greckokatolicki, ukraiński działacz społeczny. 

## Życiorys
Długoletni profesor studiów biblijnych i języków wschodnich Uniwersytetu Lwowskiego (od 1819). Trzykrotnie sprawował funkcję rektora Uniwersytetu. W czasie Wiosny Ludów w Galicji był członkiem Centralnej Rady Narodowej i uczestnikiem deputacji wysłanej do cesarza przez Komitet Narodowy. Działacz Ruskiego Soboru, kapelan Ruskiego Batalionu Strzelców Górskich.
Jego synem był Julian (1829–1907), tytularny marszałek polny porucznik c. i k. Armii, a bratankiem Lucylian Krynicki.